# 放課後保健室
『放課後保健室』（ほうかごほけんしつ）は、水城せとなによる漫画作品。

## 概要
『月刊プリンセス』（秋田書店）において2004年7月号から2007年12月号まで連載された。単行本は全10巻。
作者にとってこの作品は、1998年頃から構想ができており、ずっと描きたいと思っていた作品であった。また、「可愛いもの」「残酷なもの」「ダークなもの」「翻るスカート」「サラサラの長い髪」など、作者の好きな要素を全て盛り込んだ作品であるという。
『このマンガがすごい!2008』オンナ編第16位、『このマンガがすごい! 2009』オンナ編第24位にランクインした。
英題は "After School Nightmare"。アメリカ合衆国の12歳から18歳までのティーン世代の読書活動を支援するヤングアダルト図書館サービス協会により、ティーン世代に向けた2008年のお薦めグラフィック・ノベルのベスト10に選ばれる。
フランスでは、"L'Infirmerie après les cours" というタイトルで出版され、物語中に登場する鍵をネックレスにした特典付き限定版が発売された。
2008年にはドラマCD化もされている。

## あらすじ
高校生の一条真白は時々、校内でふと違和感を抱くことがあった。つい先日まではいたはずの生徒たちがいつの間にか消えているような気がする、けれど消えたのが誰なのか思い出すことができない、という妙な感覚だった。ある日、真白は白衣を着た見知らぬ女性に、地下の保健室まで付いて来るように言われる。保健室は別の場所にあったはず、ましてや学校には地下なんてなかったはず、そう不審に思いながらも付いていくと、そこには確かに保健室があり、ベッドが数床並んでいた。その女性は「学校を卒業するために、ここで特別授業を受けてもらう」と言う。

## 「保健室」
治療などを目的とする、以前から存在していた本来の保健室ではなく、毎週木曜日の放課後だけに出現する地下の保健室を指す。それ以外の時には、地下へ行くための階段自体が忽然と消えており入室することはできない。保健室へ誘う女性は、一人が全員を担当しているわけではなく、生徒一人につき一人の女性が姿を現す。
保健室のベッドで眠ることによって現れる「夢」の中で、各人は課題をクリアすることができれば学校を卒業できる。卒業できるタイミングは人それぞれで、初回で卒業する者もいれば長くかかる人もいる。
夢の中での生徒たちは、自分自身の心を象徴した姿で現れる。日常では隠されている心の歪みをダイレクトに具象化したようなその姿は時に醜く、生徒の多くは普段と夢とでは姿が大きくかけ離れている。言動も、現実のように理性で抑止することは難しいため、暴力的であったり悪意的であったりすることが多い。夢の中で心身を傷つけられることがあっても、そのことを現実に持ち出すことは禁じられている。また、夢の中でいくら体を痛めつけられても、それは現実の体には影響しない。
授業を3回欠席すると失格となり、卒業できなくなり消える。卒業した人も卒業できずに失格した人も、顔や名前など全ての思い出が皆の記憶から消えてしまう。（関係の深かった人間には「誰かがいたはずだけど…」という程度の印象は残る）

### 玉の緒
保健室で生徒たちが身につけている、三連の玉が付いた首飾りを指す（生徒たちは必ずしも人間形態をとっているわけではないので、首とは呼べない部位につけられている事もしばしばある）。恐怖や物理的衝撃により心がダメージを受けると玉が割れ、三つ全て割れるとその週の授業は終了する。玉は割れる際には、心臓に一番近い玉がまず割れ、次に反対側の玉、最後に中央の玉が割れる。中央の玉が割れると、三つの玉を結んでいた緒がちぎれる。

### 鍵
卒業するために必要とされているもの。その鍵は生徒の身体の中にある。誰の体内にあるかは、その週によって完全なランダムとなっている。鍵を得るには相手の体を切り裂いたり、体内に手を突っ込んだりと、強引な手段を使わなければいけない時もある。鍵を手に入れられるのは1回の授業で1人だけなので、卒業するために皆で奪い合っている。

## 登場人物
声はドラマCD版の声優。
一条 真白（いちじょう ましろ）
声 - 沢城みゆき
今作品の主人公。高校1年生。剣道部所属。男子生徒として高校生活を送っているが、生まれつき上半身は男で、下半身は女という特異な身体を持つ。単に乳房のない逞しい体つきの女性というわけではなく、染色体からして上下で別のものになっている。男として生活してきたが、最近になって初潮を迎えてしまい、半身は女なのだと改めて思い知らされる。男として生きていくために、自分の中にある女の部分を厭っている。しかし、体だけではなく性自認も度々揺らいでおり、男として藤島紅葉に惹かれる一方で、女として水橋蒼にも惹かれ始めている。
一人称は「僕」だが、性格は男女どちらとも明確には判然しがたい。夢見がちで格好つけたがりなところを男性的だと言われることもあれば、潔癖でヒステリックな部分が女性的だと言われることもある。それらの欠点ともいえる性格の特徴を、自分の特異な体のせいだと決めつけ、よりコンプレックスを深めている。そのコンプレックスの裏返しで、完全な「男」や「女」はこうあるべきだというステレオタイプの思いこみが強く、それに当てはまらない完全な男性や女性に意識せず価値観を押し付け傷つけてしまうことがある。
非常に正義感が強く、普段の学校生活や「保健室」において我が身を省みずに他者助けようと体をはる事がよく見られ、真白の存在に救われた人物も何名もいる。そのことから、特殊な体質のせいもあって男女双方からよく恋心を抱かれている。一方で、無神経で鈍感なところもあり、正義感を空まわらせて「偽善者」と蔑視されることも多々ある。
水橋蒼（みずはし そう）
声 - 小野大輔
真白と同じクラスの男子生徒。剣道部に所属しているが、幽霊部員。しかし実力はあり、真白を簡単に負かした。
以前から真白の雰囲気などに女性性を感じて気にかけており、保健室を通して真白が実際に女でもあることを知り、真白のことを好きになる。女たらしで、様々な女子生徒と次々に関係を持っており、校内で性交渉に及ぶことすらある。しかし、関係を持った女子生徒たちに恋愛感情を抱いたことはなかった。
両親が幼い頃に離婚している。蒼の親権を持つ母親は有名なフラワーデザイナー・水橋緋呂子。父方に引き取られている姉の藍には近親相姦めいた執着を抱いており、極端なプレイボーイと化していたのはその感情を捨て去るためだった。
藤島紅葉（ふじしま くれは）
声 - 葉月絵理乃
真白と同じクラスの女子生徒。髪型はツインテールでリボンをつけている。小柄で華奢な美少女で、仕草などもいかにも女の子らしい。制服のスカートの下にはパニエを履いている。
五歳の時に幼稚園からの帰り道で、変質者から性的暴行をうけた過去を持つ。そのために男性に恐怖と憎悪を抱いている。事件のあった時期、要職に就いたばかりだった父が仕事のストレスを母への虐待で晴らしていたことも、男性嫌悪の一因になっている。現在は他の多くの生徒と同様に学校寮で生活をしており、意識して両親とは距離を置いている。
保健室を通して真白が半分は女であることを知り、真白に対して心を許すようになる。保健室で真白に救われたことがきっかけで、真白のことを男性として愛していく。真白と、恋敵である蒼に対しては強気に振る舞う事ができるが、それ以外の男性相手には恐怖感が先立ち、後ろから近づかれただけで悲鳴を上げて座り込むほど男性への耐性がない。ただ怯えるだけではなく「被害に遭った後でしか怒ってはいけないのか」と、少しでも自分に対して不審な挙動をした人物を対して容赦なく罵倒するという激しい面もある。しかし、恐怖感も過去をも乗り越えてちゃんとした大人の女性になりたいと願っている。
水橋藍（みずはし あい）
声 - 能登麻美子
蒼の姉。両親の離婚後は父親と暮らしている。蒼と面影が似た美少女で、長い黒髪を背に流し、前髪はピンでとめて額を出している。
キスをしたりと蒼に対して、姉弟というよりも恋人同士のようなふるまいをする。蒼のことを本当に愛する女性が現れたらいつでも消える、しかしそんな女が現れることはないと言って、蒼を束縛しようとしている。
奥井美登里（おくい みどり）
高校三年生。長い髪を左右に分けてみつあみにしている。いつも図書室で自習をしている。
大学の推薦を取るために優等生を演じてきていたが、誰もが自分の上っ面しか見ていなかったことに気づき、美登里自身も「自分」を見失い、空虚さを抱えている。以前は誰にでも優しく接していたが、そのことに気づいて以降はいつも沈んだようで非常に無口で無愛想になった。先生から評価を受けるために行っていた委員会活動などもすべて辞めたが、現任の委員がサボっていることが許せず、花壇の水やりの仕事だけは今でも自主的に続けている。
黒崎晃一郎（くろさき こういちろう）
声 - 野島裕史
剣道部部長。紳士的で優しい性格をしていて、面倒見がよく真白をはじめ後輩たちから慕われている。真白にとっては見習うべき「理想の男性」である。父親は大企業の社長で、長男として後を継ぐことを期待されている。母親は死去している。
大原桃花（おおはら ももか）
真白と同じクラスの女子生徒。地味な顔立ちで目立たないが、きれいな直毛の黒髪を持っている。いつも他の女の子たちと三人で行動しているが、二人との間に距離を感じて、一緒に行動しながらもさみしい思いを感じるようになっていた。
黄川田愛美（きかわだ あいみ）
真白と同じクラスの女子生徒。桃花とは昔から仲がよかったが、最近は新たに友達になったさつきという女の子の方とより親しくなり、桃花を後回しにするような態度が見られるようになった。
新橋一之（しんばし かずゆき）
声 - 岸尾だいすけ
D組の男子生徒。眼鏡をかけている。紅葉のことが好きで、外見の可愛らしさだけではなく、内に秘めた棘をも見抜いた上で、そこがいいと思っている。その棘で傷つけられたいというマゾの気がある。紅葉のことを以前から遠巻きに見守っていた。自分が紅葉と結ばれることは願わず、一心に紅葉の幸せを願い、真白の後押しをする。
東雲樹（しののめ いつき）
14歳。天才児として名を馳せ、中等部から飛び級してきた。チェスの国際大会で優勝している。目上の他の生徒たちに対して気後れする様子なく、真白曰く「クソ生意気」な態度をしており、他の人たちからも可愛げがないと評されている。嫉妬から嫌がらせをしてくるクラスメートたちのことを「こいつら獣だ 俺とおなじ生き物じゃない」と蔑んでおり、他者に気を許さず、自分の知恵だけで生きていこうと思っている。紅葉のことは可愛い女だと思い気にかけていた。
蘇芳あすか（すおう あすか）
元モデル。交通事故で右顔面と足を負傷し、現在は車椅子で生活を送っている。無事だった左顔面は昔と変わらず美しいだけに、髪で隠された皮膚のただれた右顔面は非常に痛々しくなっている。事故後は長い間、登校してこなかった。
海老沢（えびさわ）
真白と同じクラスの女子生徒。髪型はボブカットで、おしゃべりが好きで真白や蒼など、目立つ人物の噂話をよく披露している。

### 「保健室」の人物
保健室での姿は心の変化とともに変わっていくが、基本的には初登場時の姿を名前として表記する。登場してすぐに正体がわかる者もいれば、終盤まで判明せず何者であるかがストーリーの根幹に関わるキャラクターもいる。
一条真白
姿形は普段の真白と相違ないが、真白の心が女の側に傾いていることの表れで、女子の制服を着用している。服装程度しか変わらない姿で保健室に現れる者はかなり稀であり、真白がそのレアケースであることを紅葉は「心の底からまっすぐ歪みがない」ためだろうと言っているが、真白自身は、現実の自分の体自体が歪んだものであるため、それ以外のものになりようがなかったのだと思っている。
その時々により、男子の制服姿で現れることも、夢の途中で服装が入れ替わることもある。完全な男の体を持つ真白と、完全な女の体を持つ真白との、二人の真白に分裂することもある。
羽のような形をした二本の刀を用いて戦う。右手に持つ長い剣は「男の剣」で、左手に持つ短い剣は「女の剣」で、二本は紐で繋がっているために、片方を捨ててもう片方だけで戦うということはできない。
レインコートの少女
藤島紅葉の保健室での姿。
水浸しの赤いレインコートを着用している。この格好は、紅葉が変質者に襲われた雨の日の時の装いで、その心傷体験が強烈であることの表れになっている。左足にだけレインブーツを履き、右足は素足なのは、暴行された際に履いていたレインブーツが片足だけ脱げてしまったためである。体自体は普段のものから大きく変形しているわけではないが、目は常に大きく見開かれ三白眼気味であり、周りには病的な隈がある。全体的に薄汚れており、普段の可愛らしい姿とは全くの別物に見える。顔の半分が隠れるほどに深くフードをかぶっており、その中から髪をざんばらに散らしている。紅葉は自身のその姿を「醜い」と恥じている。
念動力で赤い傘を突き刺すという攻撃を行う。その赤い傘も、事件の日に持っていたもの。傘の数は一本だけではなく、戦いの際は無制限に傘が次々と宙から飛び出る。
保健室ではいつもひどくおびえており、男らしきものが目に映ると反射的に攻撃する。自分の中の恐怖心が強すぎるため、他者に攻撃をされなくても、いつも一人で恐怖のために玉を割っては自滅していた。
顔と心に穴が開いた女子生徒
奥井美登里の保健室での姿。
髪型や体型などは普段と大きく変わらないが、顔面と胸元に大きな穴があり、そこから血が滴っている。穴は貫通しており、正面から対すると裏側まで見える。穴を埋めるために、他者を飲み込もうと自分の穴の中に引きずり込もうとする。穴には刃などがあるわけではないが、穴の中に腕などを入れられてしまうと、穴に入った部分がちぎれてしまう。
優等生を演じるあまりに、本来の「自分」が消えてしまったという思いから、個人の象徴である顔と、心があるとされる胸部を失った姿になった。
黒い鎧
西洋風の鎧の姿で、中には誰もおらず空洞になっている。放つ声は男とも女ともわからない、相手の体に直接響くようなもの。大剣を武器として携えており、その剣は他の者には重すぎて持つことができない。鎧曰く剣は「俺だけに負わされた宿命」であるため、他者には持つことができないのだという。その剣を用いて非常に好戦的に振る舞う。
好奇心から真白の女子制服を剣で破り、皆の前で真白の体の秘密を暴き、保健室では真白の宿敵のような存在となる。以降は、欲望をむきだしにして真白に何度も襲いかかろうとする。
あい
ゴシックロリータ風のドレスを纏った女児。いつも白い熊のぬいぐるみを持っている。腰まで伸びた黒髪を流しており、頭部にリボンをつけている。
非常に強く、触れもせず手のひらをかざすだけで相手に衝撃を与えることができる。また、他者からいくら攻撃をされても全くダメージを受けることがなく、そのために鎧には「魔女」とも称された。
意地の悪い物の言い方をし、苦しんでいる他者を冷ややかに見下し弄んでいる。卒業をする気は全くなく、故に玉を巡った争いにも加わらず傍観者めいている。真白に対し「あい」と名乗る。
腕
大原桃花の保健室での姿。
顔や体などを持たず、腕と手だけで現れる。異常に長くて幾つも関節のある一本の長い腕をしている時もあれば、無数の長い腕が群れのようになることも、一つの巨大な手のひらになることもある。以前は戦いに加わらず隅で大人しくてしていたが、真白が現れてからは攻撃的になり、レインコートの少女ばかりをつけ狙うようになる。
紙のキリン
東雲樹の保健室での姿。
等身大のキリンの姿をしているが、実は紙でできており非常にもろい。背丈が高すぎるために夢の中での校舎内など、狭いところではまともに動くことすらできない。水にも火にも弱く、まともに戦うことが困難であるため、卒業するまで護衛をするよう真白に命じた。保健室のメンバーから本来の姿が透けて見えるという特殊な能力を持ち、皆の正体を一目で悟った。
普段、自身の境遇を、愚かな肉食獣の群れに放り込まれたかのように感じており、そのため草食獣であるキリンの姿をしている。高いプライドで他者を見下しながらも、そのプライドを支えるだけの強さがないためにすぐに首の折れる紙製となった。
携帯電話
新橋一之の保健室での姿。
真白の所有する折りたたみ式の携帯電話の姿をしている。携帯電話そのものであるため、歩いたりすることなどは不可能だが、普通の携帯電話が着信した時のように震動することはできる。また、受話ボタンを押してもらうことにより、通話機能のようにスピーカーから声を発し、意志疎通することも可能。
真白の不在時に、彼の携帯電話に紅葉からの電話がかかってきたので代わりに出たところ、恋する相手である紅葉と初めてまともにコミュニケーションを取ることが出来たのが強い印象となっていたため、この姿になった。
仮面の人魚
蘇芳あすかの保健室での姿。
車椅子の上に座らされた、腰の下からが魚になった、人魚のような姿をしている。顔の上半分は仮面に覆われており、胸部には豪奢な胸当てがつけられている。指先、手首、首元には細かな造りの飾りをつけ、頭部にはティアラを乗せており単なる人魚ではなく人魚姫を思わせる。
事故に遭う以前に、ジュエリーショップの広告モデルとして人魚の姿をしたことが、姿の由来となっている。事故によって傷ついた足と顔を隠すためでもある。その姿にふさわしいよう、世界の方が自分にあわせるようにと夢の中の世界を水で浸食させた。
人面疽
海老沢の保健室での姿。
独立した体を持たず、他の参加者に寄生して現れる。誰とも判別しがたい醜悪な人面をしており、大声でいつも事実無根の事柄を一人でしゃべりちらしている。歯を持ち、止めようと手を伸ばすと食い千切ってくる。寄生された者は、人面疽の分もあわせて玉の緒の玉の数が六つになる。
他者の姿を借りる者
初登場時には黒崎の姿をしていた。その後「黒い鎧」の姿になったりするが、戦う意志と力をほとんど持たず、極めて脆弱である。
枯れ木
現実世界で「ある木」に強い愛着を持っている者が深く傷ついた姿。枯れ枝に玉の緒が掛かっているだけのような姿で、戦闘能力はおろか運動能力も全くなく、一見したところでは授業の参加者に見えない。
ジャンヌ・ダルク
自らの心の問題を解決し、卒業できるだけの力を持ちその意志もあるが、ある人物の卒業を見届けるために夢の世界にとどまっている。
犬
現実世界の男子寮で飼われている元迷い犬の姿を取る。その犬を可愛がっている、ある人物に対する思慕の念からであり、またかつて道に迷い今は居場所を見つけた自分をその犬に重ねて見ているため。

## 単行本
- 水城せとな 『放課後保健室』 秋田書店〈プリンセスコミックス〉 全10巻
  1. 2005年1月20日発行、ISBN 4253194419
  2. 2005年6月15日発行、ISBN 4253194427
  3. 2005年10月15日発行、ISBN 4253194435
  4. 2006年2月15日発行、ISBN 4253194443
  5. 2006年7月15日発行、ISBN 4253194451
  6. 2006年12月15日発行、ISBN 425319446X
  7. 2007年4月15日発行、ISBN 9784253194471
  8. 2007年7月15日発行、ISBN 9784253194488
  9. 2007年11月15日発行、ISBN 9784253194495
  10. 2008年1月16日発行、ISBN 9784253194501
- 水城せとな 『放課後保健室（文庫版）』 秋田書店〈秋田文庫〉 全5巻
  1. 2012年1月4日発売、ISBN 9784253180924
  2. 2012年1月4日発売、ISBN 9784253180931
  3. 2012年4月10日発売、ISBN 9784253180948
  4. 2012年7月10日発売、ISBN 9784253180955
  5. 2012年10月10日発売、ISBN 9784253180962